# Наді (футбольний клуб)
Футбольний клуб «Наді» або просто «Наді» (англ. Nadi Football Club) — фіджійський напівпрофесійний футбольний клуб з однойменного міста, який виступає у Національної Футбольної Ліги.

## Історія
ФК «Наді» почав свою діяльність після створення Індійської Футбольної Асоціації Наді в 1937 році під керівництвом Едварда Гранта. Того ж року було проведено місцевий чемпіонат за участю наступних команд: «Коронубу», «Сабето», «Бхарітая» та «Вотуалеву». Вперше у міжокружному чемпіонаті «Наді» взяв участь у 1939 році, коли в попередньому раунді змагання переміг з рахунком 2:0 «Надрогу», проте у півфіналі з аналогічним рахунком поступився «Реві». 
ФК «Наді» 8 разів ставав переможцем національного чемпіонату. У 1969 році вперше в своїй історії «Наді» став переможцем міжокружного чемпіонату (під час президентства Сера Шрі Веканни Четті). У 1974 році команда повторила це досягнення, після чого ще двічі ставала переможцем міжокружного чемпіонату (у 1998 році, перемігши з рахунком 3:1 «Лаутоку», та в 1999 році, перемігши з рахунком 1:0 «Ба»). «Наді» кваліфікувався до плей-оф 3-ох, разом з «Ба» та «Лабасою». «Ба» вважалвся фаворитом протистояння, але поступився у першому ж матчі з рахунком 0:3 «Лабасі». У той же час «Наді» по черзі переміг спочатку «Лабасу» з рахунком 3:0, а потім і «Ба», з рахунком 1:0 і кваліфікувався до Клубного чемпіонату Океанії.

### Клубний чемпіонат Океанії 1999 року
У Чемпіонаті, на якому фіджійська команда була господарем, «Наді» перемогла новозеландський «Сентрал Юнайтед» з рахунком 1:0 завдяки єдиному голу зі штрафного Маріка Намаки. «Наді», аматорська команда, після цього у фіналі турніру поступилася представнику професіонального футболу, австралійському «Саут Мельбурн», з рахунком 1:5. Матч проходив під час рясної зливи, австралійці реалізували 3 пенальті. Єдиним голом у футболці «Наді» відзначився Уотісон Волі.
Наступного, 2000, року «Наді» зіграла 18 матчів без жодної поразки, здобувши 17 перемог та зіграла лише 1 матч (проти «Ба») в нічию. 

## Досягнення
- Національний футбольний чемпіонат (по Округах):
  -  Чемпіон (9): 1978, 1980, 1981, 1982, 1983, 1985, 1998, 2000, 2015

- Міжокружний чемпіонату:
  -  Чемпіон (6): 1969, 1971, 1974, 1998, 1999, 2002

- Битва гігантів:
  -  Чемпіон (6): 1978, 1980, 1983, 1986, 1996

- Кубковий турнір Футбольної Асоціації Фіджі:
  -  Володар (3): 1996, 2013, 2014

- Кубок Тихого океану
  -  Володар (3): 2012, 2013, 2016

## Статистика виступів на континентальних турнірах
- Клубний чемпіонат Океанії (1 виступ)

1999 – Фіналіст – Поступилися «Саут Мельбурну»  (раунд 3 з 3-ох)
| Фінал Клубного чемпіонату Океанії 26.09.1999 | «Саут Мельбурн»                                                                                         | 5 — 1    | ФК «Наді»        | Наді, Фіджі                                   |  |
| 15:30                                        | Стів Ісоіфідіс 8' Девід Кларксон 16' Майкл Гурція 47' (пен.) Воген Ковені 50' Стів Панопулос 73' (пен.) | Протокол | Вотісон Волі 87' | Стадіон: «Принц Альберт Парк» Глядачі: 10,000 |  |